# SN 2009N
SN 2009N – supernowa typu II-P odkryta 24 stycznia 2009 roku w galaktyce NGC 4487. W momencie odkrycia miała maksymalną jasność 16,60m.